# Vadul lui Isac
Vadul lui Isac (en rumano; el vado de Isaac) es una localidad de Moldavia en el distrito (raión) de Cahul.

## Geografía
Se encuentra a una altitud de 19 m s. n. m. a 184 km de la capital nacional, Chisináu.

## Demografía
En el censo 2014 el total de población de la localidad fue de 2 536 habitantes.